# Explotació ramadera

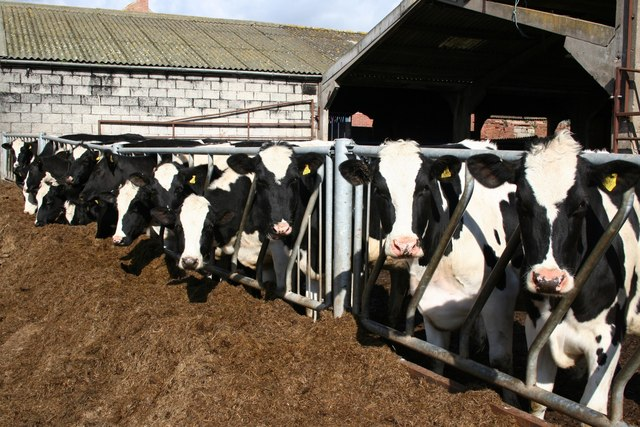
Explotació de boví de llet

Una explotació ramadera és el conjunt d'instal·lacions, construccions o, en el cas de la cria a l'aire lliure, qualsevol lloc destinat a la producció ramadera, és a dir, a la cria, producció, engreix o manteniment de bestiar de producció. En un sentit més ampli, inclou també el bestiar i les activitats necessàries aplicades al funcionament de l'empresa ramadera.

## Terminologia
El terme explotació ramadera s'utilitza per a referir-se a la unitat productiva, caracteritzada per una gestió única i uns mitjans de producció controlats pel seu titular. El terme s'utilitza sobretot des d'un punt de vista administratiu i legal, ja que una explotació és la unitat bàsica utilitzada per l'Administració a efectes d'identificació, registre o de control sanitari. A aquests efectes, la normativa vigent a Catalunya pel que fa a l'ordenació de les explotacions ramaderes les defineix com el «conjunt d'animals de producció, instal·lacions o construccions i altres béns i drets organitzats empresarialment pel seu titular per a la producció ramadera, primordialment amb finalitats de mercat, que constitueix en si mateix una unitat tècnico-econòmica i epidemiològica caracteritzada per la utilització d'uns mateixos mitjans de producció, que està ubicada en una finca o conjunt de finques contigües, i que són totes elles explotades per un mateix titular».
A nivell d'ordenació administrativa, el sector ramader s'articula en explotacions. Una explotació pertany a un únic titular, sigui aquest individual o una societat. A efectes econòmics, una explotació pot ser una empresa o part d'una empresa. Igualment una empresa pot tenir diverses explotacions ramaderes.
El titular d'una explotació ramadera és la persona o empresa que exerceix l'activitat ramadera, organitza els béns i drets integrants de l'explotació amb criteris empresarials i assumeix els riscos i les responsabilitats inherents a la gestió d'aquesta, amb independència de qui tingui la propietat de les instal·lacions i dels animals allotjats. En el cas de l'existència de contractes d'integració és qui té la condició d'integrat.
L'expressió "explotació ramadera" és relativament nova, lligada a la progressiva regulació normativa del sector ramader, en contraposició a termes més tradicionals i alhora ambigus com granja, ramat, estable, corral, vaqueria, etc. A nivell col·loquial el terme "explotació" se sol utilitzar per a unitats amb un cens mínim, si bé a efectes legals totes les instal·lacions destinades a la producció ramadera són explotacions ramaderes, incloent les d'autoconsum.
Se sòl parlar d'explotació ramadera només pel bestiar o animals de producció, entenent com a tals aquells mantinguts, engreixats o criats per a la producció d'aliments o productes d'origen animal per a qualsevol ús industrial. Altres instal·lacions de cria d'animals solen tenir altres denominacions, i legalment i administrativa tenen també normatives específiques:
- les instal·lacions per a l'ensinistrament i la pràctica eqüestre i les instal·lacions d'èquids d'oci.
- les instal·lacions de pesca i aqüicultura.
- els nuclis zoològics.
- les empreses de control i recollida d'animals de companyia.
- les instal·lacions de cria d'animals de competició.
- les instal·lacions de cria d'animals de companyia.
- els centres de cria, subministradors i usuaris d'animals d'experimentació.

## Tipus d'explotacions
- en funció de l'allotjament del bestiar:

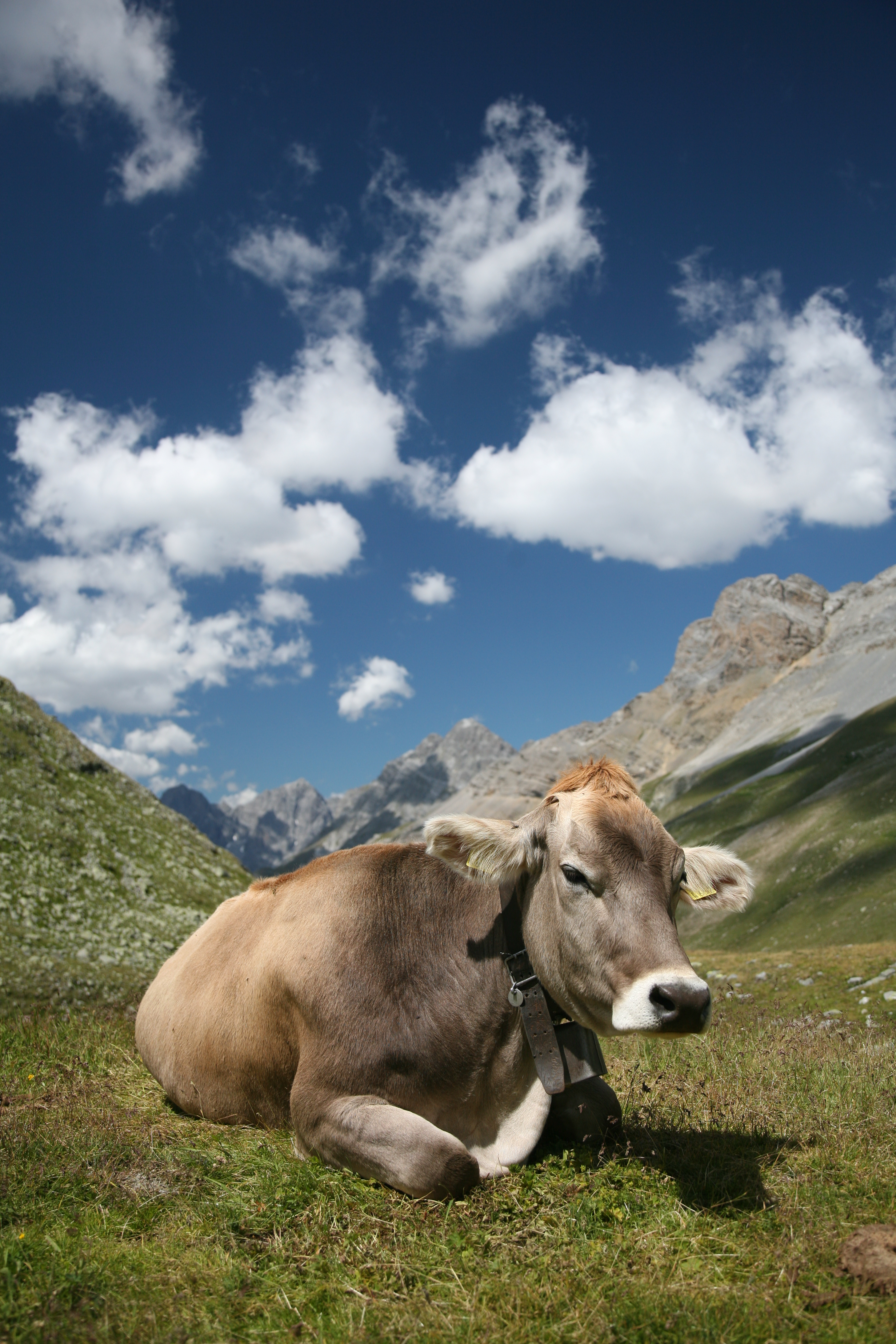
Vaca en una pastura

  - explotació extensiva: aquella en què els animals no estan allotjats dins d'instal·lacions i s'alimenten fonamentalment en el pasturatge. A aquests efectes, les pastures són explotacions que alberguen bestiar de forma permanent o no permanent per a l'aprofitament mitjançant pasturatge de les produccions vegetals naturals o sembrades del terreny.
  - explotació intensiva: aquella en què els animals estan allotjats i són alimentats de manera permanent dins de les instal·lacions.
  - explotació semi-intensiva: aquella en què l'alimentació es basa fonamentalment en la pastura, però els animals estan estabulats durant un cert període de l'any, normalment l'hivern, o bé durant la nit.
  - explotació agrària: aquella que el conreu estan en camps naturals destinats a ser conreats.

- per tipus de bestiar: 
  - Porcí: porc i porc senglar.
  - Boví: vacum, búfal, bisó.
  - Oví.
  - Cabrum.
  - Èquids: cavall, ase, mul, zebres.
  - Aviram (aus de corral): aus de l'espècie Gallus gallus (gallines, pollastres), galls d'indi, ànecs, pintades, oques, perdius, guatlles, ratites (estruç, emús, nyandú), faisans i coloms.
  - Cunícola: conill, llebre.
  - Apícola: abelles.
  - Espècies pelleteres.
  - Espècies cinegètiques de caça major: cérvol, cabirol.

- pel orientació productiva:

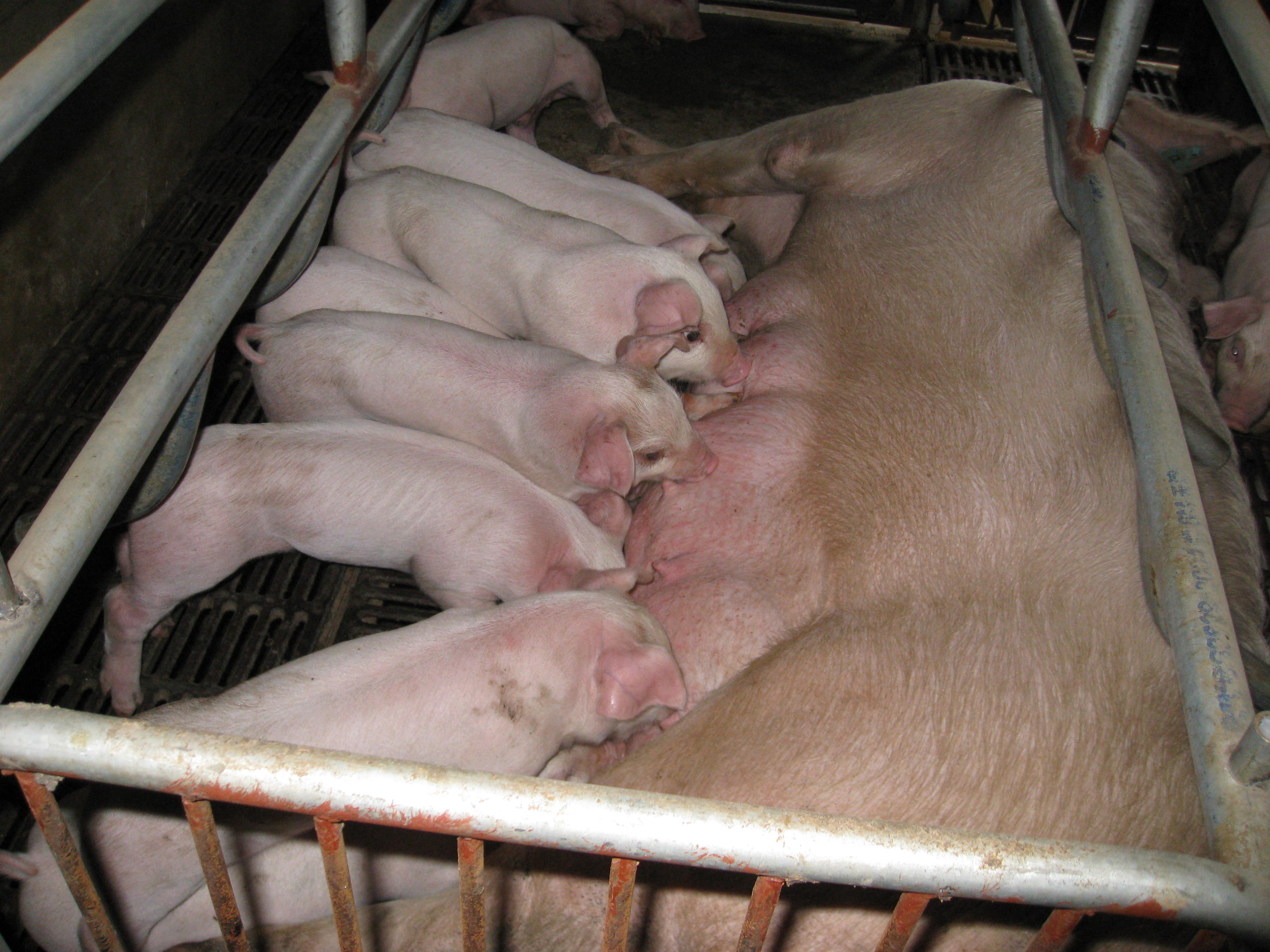
Garrins mamant en una explotació porcina de producció

  - engreix: són les explotacions dedicades a l'engreix dels animals amb destinació a escorxador.
  - producció: són les explotacions que disposen d'animals reproductors dedicades a la producció d'animals destinats al seu engreix i posterior sacrifici. Aquestes explotacions es poden generar els seus reproductors per a l'autoreposició. En el cas d'explotacions porcines es pot diferenciar:
    - Producció de cicle tancat: explotacions en què tot el procés productiu, naixement, cria, reposició i engreix, es realitza a la mateixa explotació, utilitzant únicament la producció pròpia.
    - Producció de garrins: aquelles en les quals el procés productiu es limita al naixement i la cria fins al deslletament, o fins al seu pas a explotacions d'engreix.
    - Transició de garrins: les explotacions dedicades a allotjar garrins per realitzar la fase de cria i posterior trasllat a explotacions d'engreix.

  - selecció: són les explotacions que es dediquen a la producció d'animals de races o híbrids, amb llibres genealògics o oficialment establerts o inclosos en un registre oficial de bestiar, per a l'obtenció d'animals amb destinació a la reproducció i que porten els corresponents programes de millora genètica i de control sanitari. Aquestes explotacions es poden dividir en explotacions de selecció de races pures o de selecció d'híbrids.
  - multiplicació: són les explotacions dedicades a la multiplicació d'animals de races pures o híbrides, procedents de les explotacions de selecció, la finalitat de les quals és l'obtenció d'animals destinats a la reproducció.
  - reposició o recria: dedicades a allotjar animals destinats a fer de reproductors. S'hi crien fins al posterior trasllat a explotacions de producció.
  - mixtes: combinacions de les anteriors.

- per dimensió: en funció de l'espècie d'animal de què es tracti i de la capacitat de l'explotació, l'Administració les classifica en els següents estrats: 
  - Explotació d'autoconsum: és aquella la producció de la qual s'utilitza per satisfer les necessitats de la persona titular de l'explotació.
  - Explotació de petita capacitat: és la que té una capacitat que un determinat nombre de places (en funció de l'espècie), i per a la qual les exigències normatives són menys restrictives.
  - Explotacions grans: en funció de l'espècie, l'ordenació normativa defineix uns rangs (o estrats) de capacitats de menor a major. Per a cadascun d'ells els requeriments poden variar pel que fa a distància mínima entre explotacions, requeriments sanitaris i ambientals, etc.

- pel règim de tinença i la gestió:
  - propietat: el ramader és propietari dels animals i de les instal·lacions i, normalment, gestiona ell mateix l'adquisició d'inputs i la comercialització
del producte. A vegades també se l'anomena ramaderia independent, en contraposició al règim d'integració.
  - integració: és sistema de gestió en col·laboració entre dues parts: l'integrador, habitualment una empresa agroindustrial (fabricant de pinsos, indústria càrnia), que proporciona els animals, els aliments (pinso) i altres mitjans de producció o serveis; i l' l'integrat, habitualment un ramader individual, que aporta la feina necessària per a la cura i el manteniment del bestiar així com les instal·lacions (granja, finca) i la resta de béns i serveis necessaris. A canvi d'aquesta feina, l'integrat rep una retribució de l'integrador que pot ser una quantitat per unitat de producte, una participació en el preu de venda o similars. Vegeu Contracte d'integració.

- Classificació segons criteris de sostenibilitat o autocontrol:
  - explotacions convencionals.
  - explotacions ecològiques,[5] aquelles que segueixen un procés de producció seguint les directrius de l'agricultura ecològica, és a dir, utilitzant productes i tècniques el més naturals possibles i excloent aquelles que potencialment poden malmetre la qualitat del producte final o el medi ambient. A Catalunya aquestes explotacions estan inscrites al Consell Català de la Producció Agrària Ecològica (CCPAE), i a les Illes Balears pel Consell Balear de la Producció Agrària Ecològica (CBPAE).

## Requeriments normatius de les explotacions ramaderes
A efectes d'ordenació ramadera, i amb l'objectiu d'assegurar la sanitat, una bona gestió mediambiental i el benestar dels animals, entre d'altres, l'Administració ha fixat una sèrie de requeriments que han de complir les explotacions ramaderes per a poder desenvolupar la seva activitat, i que afecten a diferents àmbits:
- mesures de bioseguretat: disposar d'una àrea ben delimitada, disposar d'un espai per a l'aïllament i separació dels animals malalts o sospitosos (infermeria, quarantena), sistemes de neteja i desinfecció, eliminació dels animals morts.
- mediambientals: complir amb la normativa relativa a la gestió de les dejeccions ramaderes.
- benestar animal.
- disposar i aplicar un programa higiènico-sanitari contra les malalties de les espècies subjectes a control oficial, supervisat pel veterinari/ària responsable de l'explotació.
- identificació dels animals i dels productes d'origen animal (traçabilitat).
- registres de l'explotació obligatoris: moviments d'animals, actuacions i incidències sanitàries que es produeixin en l'explotació ramadera, material genètic, productes d'origen animal, pinsos, medicaments o plaguicides utilitzats. Anualment informar l'Administració de les dades dels censos.
- estar inscrites al Registre d'explotacions ramaderes, responsabilitat del departament d'Agricultura, que és un registre administratiu en el qual s'han d'inscriure totes les explotacions ramaderes ubicades a Catalunya, i que conté les dades relacionades amb l'activitat o activitats que es desenvolupen a l'explotació així com les dades de capacitat màxima desglossada per espècies. La inscripció en el Registre és requisit previ per a l'inici de l'activitat ramadera així com per a l'expedició dels documents relacionats amb l'explotació, i per a l'obtenció d'ajuts. Cada explotació ha de disposar un únic número de registre, també anomenat marca oficial.
- noves explotacions o ampliació de les existents: estan sotmeses a un règim de l'autorització previ per part de l'Administració.

## Les explotacions ramaderes a Catalunya
| Nombre i capacitat de les explotacións² | Nombre i capacitat de les explotacións² | Estrat 1  | Estrat 1   | Estrat 2  | Estrat 2 | Estrat 3  | Estrat 3 | Estrat 4  | Estrat 4   | Estrat 5  | Estrat 5   |
| Espècies | Espècies                                | Nº explot | Places     | Nº explot | Places   | Nº explot | Places   | Nº explot | Places     | Nº explot | Places     |
| Aviram | Gallines-pollastres                     | 4.472     | 56.552.356 | 2.973     | 62.300   | 222       | 244.367  | 1.211     | 32.177.683 | 66        | 24.068.006 |
| Aviram | Guatlles                                | 127       | 15.042.516 | 44        | 342      | 27        | 293.424  | 52        | 7.947.750  | 4         | 6.801.000  |
| Aviram | Gall dindi                              | 369       | 2.255.128  | 252       | 1.197    | 12        | 3.804    | 102       | 1.451.105  | 3         | 799.022    |
| Aviram | Perdius                                 | 155       | 1.673.692  | 71        | 347      | 61        | 252.710  | 22        | 1.012.935  | 1         | 407.700    |
| Aviram | Faisans                                 | 117       | 134.645    | 94        | 465      | 21        | 69.545   | 2         | 64.635     |           |            |
| Aviram | Ànecs                                   | 808       | 120.538    | 722       | 6.527    | 73        | 12.633   | 13        | 101.378    |           |            |
| Aviram | Coloms                                  | 291       | 8.826      | 227       | 2.505    | 64        | 6.321    |           |            |           |            |
| Aviram | Colí                                    | 4         | 6.034      | 1         | 4        | 3         | 6.030    |           |            |           |            |
| Aviram | Oques                                   | 363       | 3.893      | 354       | 1.935    | 9         | 1.958    |           |            |           |            |
| Aviram | Ratites                                 | 33        | 2.982      | 23        | 138      | 8         | 1.576    | 2         | 1.268      |           |            |
| Aviram | Resta aviram (2)                        | 47        | 1.622      | 34        | 505      | 13        | 1.117    |           |            |           |            |
| Aviram | Pintades                                | 28        | 628        | 26        | 178      | 2         | 450      |           |            |           |            |
| Porcí | Porcí                                   | 5.983     | 7.770.794  | 84        | 156      | 643       | 49.404   | 4.555     | 4.846.622  | 701       | 2.874.612  |
| Conills | Conills                                 | 1.917     | 2.395.911  | 743       | 19.179   | 599       | 136.172  | 208       | 279.410    | 367       | 1.961.150  |
| Oví | Oví                                     | 3.333     | 1.392.901  | 487       | 1.317    | 1.887     | 269.960  | 864       | 826.956    | 95        | 294.668    |
| Boví | Boví                                    | 6.579     | 994.416    | 1.028     | 28       | 1.109     | 36.018   | 4.257     | 781.137    | 185       | 177.233    |
| Cabrum | Cabrum                                  | 2.804     | 223.393    | 573       | 2.348    | 2.145     | 149.436  | 82        | 62.244     | 4         | 9.365      |
| Abelles | Abelles                                 | 1.440     | 182.432    |           |          |           |          |           |            |           |            |
| Èquids | Èquids                                  | 4.285     | 61.574     | 492       | 445      | 3.531     | 37.973   | 262       | 23.156     |           |            |
| Xinxilla | Xinxilla                                | 2         | 5.862      |           |          |           |          |           |            |           |            |
| Senglars | Senglars                                | 33        | 302        |           |          |           |          |           |            |           |            |
| Daines | Daines                                  | 2         | 118        |           |          |           |          |           |            |           |            |
| Cèrvols | Cèrvols                                 | 3         | 118        |           |          |           |          |           |            |           |            |
| Muflons | Muflons                                 | 1         | 110        |           |          |           |          |           |            |           |            |
| Llebres | Llebres                                 | 2         | 70         |           |          |           |          |           |            |           |            |
| Llames | Llames                                  | 3         | 48         |           |          |           |          |           |            |           |            |
| Cargols | Cargols                                 | 45        |            |           |          |           |          |           |            |           |            |
| TOTALS¹ | TOTALS¹                                 | 33.246    | 88.830.909 |           |          |           |          |           |            |           |            |
| Font: Sistema d'Informació Ramadera (SIR). Explotacions ACTIVES a Desembre 2012. Notes: 1) La capacitat de les explotacions es classifica en 5 estrats (1 a 5) de més petites a més grans. 2) Les explotacions d'aviram inclouen les incubadores. 3) Es considera com a explotació ramadera la Marca Oficial. No es pot sumar el nombre total d'explotacions perquè una mateixa explotació pot tenir animals de més d'una espècie. |                                         |           |            |           |          |           |          |           |            |           |            |

Històricament, la producció ramadera a Catalunya ha tingut molta importància, en paral·lel a la indústria alimentària que abasteix (indústries càrnies i làcties sobretot). Predominen les explotacions de porcí, sobretot d'engreix, aviram i de boví.
Vegeu també Importància de la ramaderia als Països Catalans a la Viquipèdia.
| | Catalunya     | Catalunya    | Espanya       | Espanya  |
| Explotacions | Caps (milers) | Explotacions | Caps (milers) |          |
| Bovins | 4523          | 544,14       | 111837        | 5840,8   |
| Ovins | 2085          | 600,08       | 68975         | 16574,22 |
| Cabrum | 1416          | 71,75        | 29862         | 2363,52  |
| Porcins | 4983          | 6742,64      | 69772         | 24712,06 |
| Equins | 1762          | 19,35        | 51033         | 317,87   |
| Aviram | 3871          | 43890,56     | 96958         | 200904   |
| Conilles mares | 1748          | 335,05       | 24947         | 1088,72  |
| Totals (1) | 13473         | --           | 242630        | --       |
| (1) el total d'explotacions no coincideix amb la suma d'explotacions per espècie perquè hi ha explotacions amb dues o més espècies. |               |              |               |          |